# Mistrzostwa Świata Juniorów w Snowboardzie 2016
Mistrzostwa Świata Juniorów w Snowboardzie 2016 – dwudzieste mistrzostwa świata juniorów w snowboardzie. Odbyły się w dniach 26 marca – 6 kwietnia 2016 roku we włoskim Seiser Alm (konkurencje równoległe i snowcross) oraz w słoweńskiej Rogli (konkurencje freestyle).

## Wyniki

### Mężczyźni
| Konkurencja         | Data       | Złoto                                   | Srebro                             | Brąz                              |
| Gigant Równoległy   | 2 kwietnia | Dmitrij Sarsiembajew                    | Dmitrij Karłagaczew                | Gabriel Messner                   |
| Slopestyle          | 29 marca   | Chris Corning                           | Carter Jarvis                      | Chandler Hunt                     |
| Slalom równoległy   | 3 kwietnia | Dmitrij Łoginow                         | Dmitrij Karłagaczew                | Črt Ikovic                        |
| Snowcross           | 4 kwietnia | Luca Hämmerle                           | Duncan Campbell                    | Vincent Dreme                     |
| Snowcross drużynowy | 6 kwietnia | Szwajcaria Jerome Lymann · Kalle Koblet | Francja Vincent Dreme · Léo Le Blé | Czechy Michal Hanko · Jan Kubičík |
| Big Air             | 30 marca   | Chris Corning                           | Carter Jarvis                      | Francis Jobin                     |

### Kobiety
| Konkurencja         | Data       | Złoto                              | Srebro                                    | Brąz                                      |
| Gigant Równoległy   | 2 kwietnia | Jelizawieta Salichowa              | Elisa Profanter                           | Carolin Langenhorst                       |
| Slopestyle          | 29 marca   | Chloé Sillières                    | Sofja Fiodorowa                           | Nora Healey                               |
| Slalom równoległy   | 3 kwietnia | Ramona Theresia Hofmeister         | Milena Bykowa                             | Elisa Profanter                           |
| Snowcross           | 4 kwietnia | Kristina Paul                      | Lara Casanova                             | Manon Petit                               |
| Snowcross drużynowy | 6 kwietnia | Francja Manon Petit · Gaïa Tarasco | Rosja Kristina Paul · Wiktorija Bukiewicz | Szwajcaria Sophie Hediger · Luana Bianchi |
| Big Air             | 30 marca   | Sofja Fiodorowa                    | Nora Healey                               | Océane Fillion                            |

## Tabela medalowa
| Lp. | Państwo           | złoto | srebro | brąz | razem |
| --- | ----------------- | ----- | ------ | ---- | ----- |
| 1   | Rosja             | 5     | 5      | 0    | 10    |
| 2   | Francja           | 2     | 1      | 2    | 5     |
| 2   | Stany Zjednoczone | 2     | 1      | 2    | 5     |
| 4   | Szwajcaria        | 1     | 1      | 1    | 3     |
| 5   | Niemcy            | 1     | 0      | 1    | 2     |
| 6   | Austria           | 1     | 0      | 0    | 1     |
| 7   | Kanada            | 0     | 2      | 2    | 4     |
| 8   | Włochy            | 0     | 1      | 2    | 3     |
| 9   | Nowa Zelandia     | 0     | 1      | 0    | 1     |
| 10  | Czechy            | 0     | 0      | 1    | 1     |
| 10  | Słowenia          | 0     | 0      | 1    | 1     |